# Lístvenne
Lístvenne (en (ucraïnès): Лиственне, en rus: Лиственное, Lístvennoie) és un poble de la República Autònoma de Crimea a Ucraïna, que el 2014 tenia 549 habitants. Pertany al districte de Nijnegorski.